# Cinque Nazioni 1988
Il Cinque Nazioni 1988 (in inglese 1988 Five Nations Championship; in francese Tournoi des Cinq Nations 1988; in gallese Pencampwriaeth y Pum Gwlad 1988) fu la 59ª edizione del torneo annuale di rugby a 15 tra le squadre nazionali di Francia, Galles, Inghilterra, Irlanda e Scozia, nonché la 94ª in assoluto considerando anche le edizioni dell'Home Nation Championship.
Fu vinto in condominio da Francia, al suo terzo trofeo consecutivo e sedicesimo complessivo, e Galles, tornato alla vittoria dopo 9 anni e al suo trentaduesimo successo finale.
Fu proprio la Francia, nell'ultima partita di torneo, che fermò la corsa dei gallesi verso il Grande Slam e la appaiò in testa alla classifica per mantenere il titolo vinto l'anno prima.
Si trattò, nella circostanza, della diciannovesima e più recente edizione di torneo in cui il titolo finale fu condiviso tra almeno due contendenti; alla luce della modifica regolamentare introdotta nel 1993, che prevede la differenza punti fatti/subiti come discriminante a pari posizione di classifica, il torneo 1988 fu quindi anche l'ultimo, salvo eventuali variazioni future, a vantare più di un vincitore ex aequo.
Fu nell'ultimo incontro dell'Inghilterra contro l'Irlanda a Twickenham che nacque l'usanza dei tifosi inglesi di intonare lo spiritual Swing Low, Sweet Chariot: accadde durante la perfomance di Chris Oti, autore di tre mete che permisero una vittoria inglese d'ampio margine, che ispirò un gruppo di tifosi di un istituto superiore cattolico a intonare tale canzone che, a ciascuna meta di Oti, acquisiva sempre più seguito da parte degli altri spettatori in tribuna.
Il valore delle marcature, come stabilito dall’IRFB nel 1977, era: 4 punti per ciascuna meta (6 se trasformata), 3 punti per la realizzazione di ciascun calcio piazzato, idem per il drop.

## Nazionali partecipanti e sedi
| Squadra     | Città     | Impianto interno   |
| ----------- | --------- | ------------------ |
| Francia     | Parigi    | Parco dei Principi |
| Galles      | Cardiff   | National Stadium   |
| Inghilterra | Londra    | Twickenham         |
| Irlanda     | Dublino   | Lansdowne Road     |
| Scozia      | Edimburgo | Murrayfield        |

## Risultati

### 1ª giornata
| Arbitro: | Owen Doyle |

|                |      |               |
| Rodriguez 47’  | mt   |               |
| Bérot 10’, 71’ | c.p. | 36’, 63’ Webb |
|                | drop | 49’ Cusworth  |

| Arbitro: | Roger Quittenton |

|                         |      |                        |
| Mullin Bradley MacNeill | mt   | G. Hastings R. Laidlaw |
| M. Kiernan (2)          | tr   | G. Hastings (2)        |
| M. Kiernan              | c.p. | G. Hastings (2)        |
| M. Kiernan              | drop |                        |

### 2ª giornata
| Arbitro: | Stephen Hilditch |

|      |      |            |
|      | mt   | Hadley (2) |
| Webb | c.p. |            |
|      | drop | J. Davies  |

| Arbitro: | Fransie Muller |

|                                |      |                |
| G. Hastings 28’ Tukalo 38’     | mt   | 78’ Lagisquet  |
|                                | tr   | 78’ Bérot      |
| G. Hastings 45’, 50’, 75’, 80’ | c.p. | 21’ Bérot      |
| Cramb 7’                       | drop | 1’ Lescarboura |

### 3ª giornata
| Arbitro: | Fransie Muller |

|                                                                     |      |                  |
| Blanco 31’ Lagisquet 42’ D. Camberabero 54’ Carminati 63’ Sella 69’ | mt   |                  |
| Bérot 63’                                                           | tr   |                  |
| D. Camberabero 12’                                                  | c.p. | 58’, 67’ Kiernan |

| Arbitro: | Yves Bressy |

|                            |      |                 |
| J. Davies I. Evans Watkins | mt   | Calder Duncan   |
| Thorburn (2)               | tr   |                 |
| Thorburn                   | c.p. | G. Hastings (4) |
| J. Davies (2)              | drop |                 |

### 4ª giornata
| Arbitro: | Ray Megson |

|          |      |           |
| Kingston | mt   | Moriarty  |
| Kiernan  | tr   | Thorburn  |
| Kiernan  | c.p. | Thorburn  |
|          | drop | J. Davies |

| Arbitro: | Winston Jones |

|                 |      |          |
| G. Hastings (2) | c.p. | Webb (2) |
|                 | drop | Andrew   |

### 5ª giornata
| Arbitro: | Bob Howard |

|              |      |                 |
| I. Evans 76’ | mt   | 45’ Lescarboura |
| Thorburn 76’ | tr   |                 |
| Thorburn 18’ | c.p. | 13’, 60’ Lafond |

| Arbitro: | Clive Norling |

|                               |      |         |
| Oti (3) Rees R. Underwood (2) | mt   |         |
| Andrew (3) Webb               | tr   |         |
| Webb                          | c.p. |         |
|                               | drop | Kiernan |

## Classifica
| Pos | Squadra     | G | V | N | P | PF | PS | DP  | Pt |
| --- | ----------- | - | - | - | - | -- | -- | --- | -- |
| 1   | Galles      | 4 | 3 | 0 | 1 | 57 | 42 | +15 | 6  |
| 2   | Francia     | 4 | 3 | 0 | 1 | 57 | 47 | +10 | 6  |
| 3   | Inghilterra | 4 | 2 | 0 | 2 | 56 | 30 | +26 | 4  |
| 4   | Scozia      | 4 | 1 | 0 | 3 | 67 | 68 | −1  | 2  |
| 5   | Irlanda     | 4 | 1 | 0 | 3 | 40 | 90 | −50 | 2  |